# Simplast

Vies apoplàstiques i simplàstiques en les plantes

El simplast d'una planta és la part interior de la membrana plasmàtica en la qual l'aigua i els soluts de baix pes molecular poden moure's lliurement per difusió.
La plasmodesmata permet el flux directe de molècules petites com són els sucres, aminoàcids i els ions entre les cèl·lules. Les molècules més grosses, incloent els factors de transcripció i els virus de les plantes, també poden ser transportats amb l'ajuda d'estructures d'actina.
Això permet el flux d'aigua directe citoplasma a citoplasma i d'altres nutrients al llarg de gradients de concentració. En particular, es fa servir per als sistemes radiculars per portar nutrients des del sòl.
Es contrasta amb el flux de l'apoplast, el qual fa servir el transport per la paret cel·lular.